# Vierradenmühle
Die Vierradenmühle war eine von drei großen Getreidemühlen der Stadt Görlitz. Sie diente aber auch den Tuchmachern und Gerbern als Walkmühle. An deren Stelle befindet sich heute ein Turbinenhaus zur Erzeugung elektrischen Stroms und eine Gastwirtschaft, die den Namen Vierradenmühle wieder aufgenommen hat.

## Name
Der Name der Mühle rührte aus dem Mühlenantrieb her. Dieser geschah über vier Wasserräder (Raden), die sich im Graben zwischen dem massiven Ufervorbau und der festumbauten kleinen Neißeinsel am Wehr befanden.

## Lage
Die Vierradenmühle war eine Wassermühle an dem heutigen deutsch-polnischen Grenzfluss – der Lausitzer Neiße. Sie befindet sich an deren Westufer unterhalb der Anhöhe der Pfarrkirche St. Peter und Paul und der Görlitzer Altstadt. Ihr gegenüber auf der polnischen Uferseite befindet sich die Dreiradenmühle. Das Neißewehr zwischen der Drei- und Vierradenmühlen, über das heute die Neiße hinwegfließt, staute früher das Wasser des Flusses für die beiden Mühlen.

## Geschichte

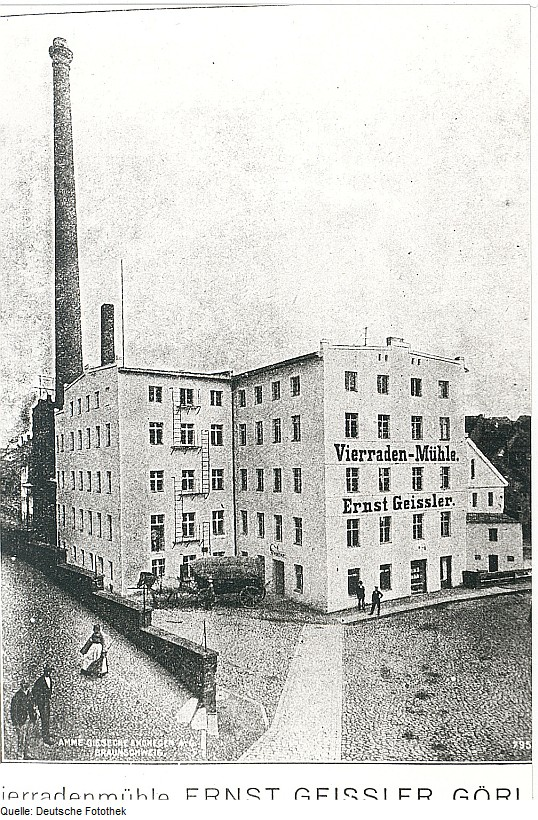
Die Vierradenmühle 1908

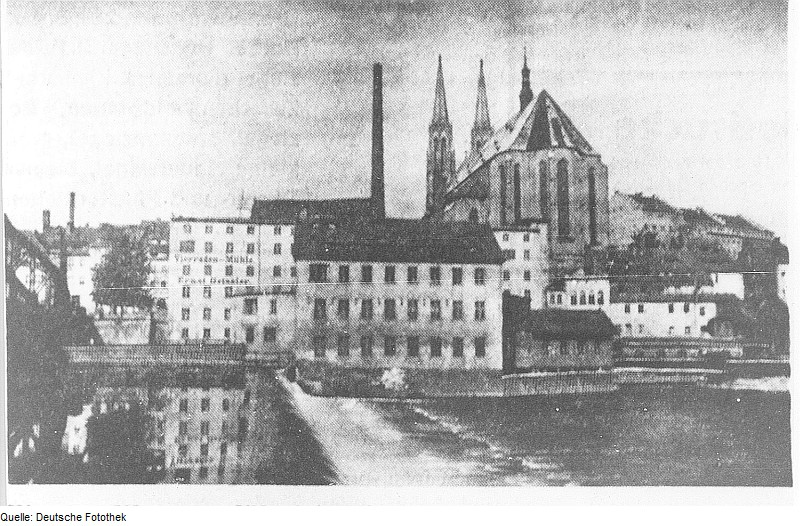
Die Vierradenmühle vor dem Abbruch 1928

Um 1325 wird die Mühle erstmals erwähnt, als der Besitzer Apecz, Münzmeister genannt die Hälfte der „Mühle an dem Neißetore“ an seinen Sohn Petschke überschreibt. Gegen 1330 geht der Besitz auf die städtische Münze (Gunzelinus de moneta) über, von der sie 1396 Nicze Hayn abkauft. Die Mühle scheint so ein wertvoll Besitz gewesen zu sein, dass sich mehrere Personen den Besitz teilten. 1381 tauchte dann das erste Mal der Name einer „Mühle an den vier Raden“ auf. 1410 sind laut Stadtbuch folgende elf Besitzer bekannt: Hans Hayn, Nickel Hayn, Dorothea Hayninne, Nickels Hausfrau, Niclas Ermilreich, Franz Pletzel, Vinczencz Heller, Claus Heller, Claus Winkeler, Hermann Clerer und Johann Ulrichsdorf.
Bei den Neißehochwassern 1432, 1434 und 1445–48 wurde die Vierradenmühle sehr stark beschädigt, so dass der städtische Rat erst beschloss den Privatleuten beim Wiederaufbau der wichtigen Mühle zu helfen und später Stück für Stück den einzelnen Besitzern ihre Anteile an der Mühle abzukaufen. Eine Tafel am heutigen Turbinenhaus erzählt von den folgenden Schicksalen der Mühle, die 1561 neuerrichtet wurde.
1821 verkaufte die Stadt die Mühle an den Vorwerksbesitzer Christoph Wolf. Bereits fünf Jahre später erwirbt sie Johann Samuel Geißler. Er richtete in der Mühle eine Tuchfabrik ein. Diese Tuchfabrik wurde in den Folgejahren mehrmals erweitert und umgebaut, so dass sie zu großer Blüte kam. 1840 überschreibt Johann Samuel Geißler den Besitztitel an Ernst Geißler und zwei Töchter. Auf Grund der ungünstigen Besitzverhältnisse veräußern diese die Mühle und Fabrik 1928 an die Stadt, die sofort die Gebäude abreißen und ein Turbinenhaus zur Erzeugung elektrischen Stroms errichten ließ. Auch das 1857 gebaute Verwaltungshaus an den Bögen der Stadtmauer unterhalb der Kirche St. Peter und Paul wurde abgetragen und gab seit dem wieder den Blick auf die Bögen frei.
Das Hochwasser am 7./8. August 2010 mit einer Scheitelhöhe von 7,07 m am nahen Pegel am Hirschwinkel zerstörte die Veranstaltungsräume im Keller. Auch die Glasscheibe mit Blick auf die Turbine im Gastraum musste auf Grund einer sich durch das aufsteigende Wasser bildenden Luftblase sicherheitshalber
zerschlagen werden, bevor sie unkontrolliert durch den Druck zerborsten wäre. Die erst im April 2010 erneuerte Turbine musste erneut instand gesetzt werden. Der Schaden betrug laut Betreiber des Lokales 150.000 Euro.

## Heute

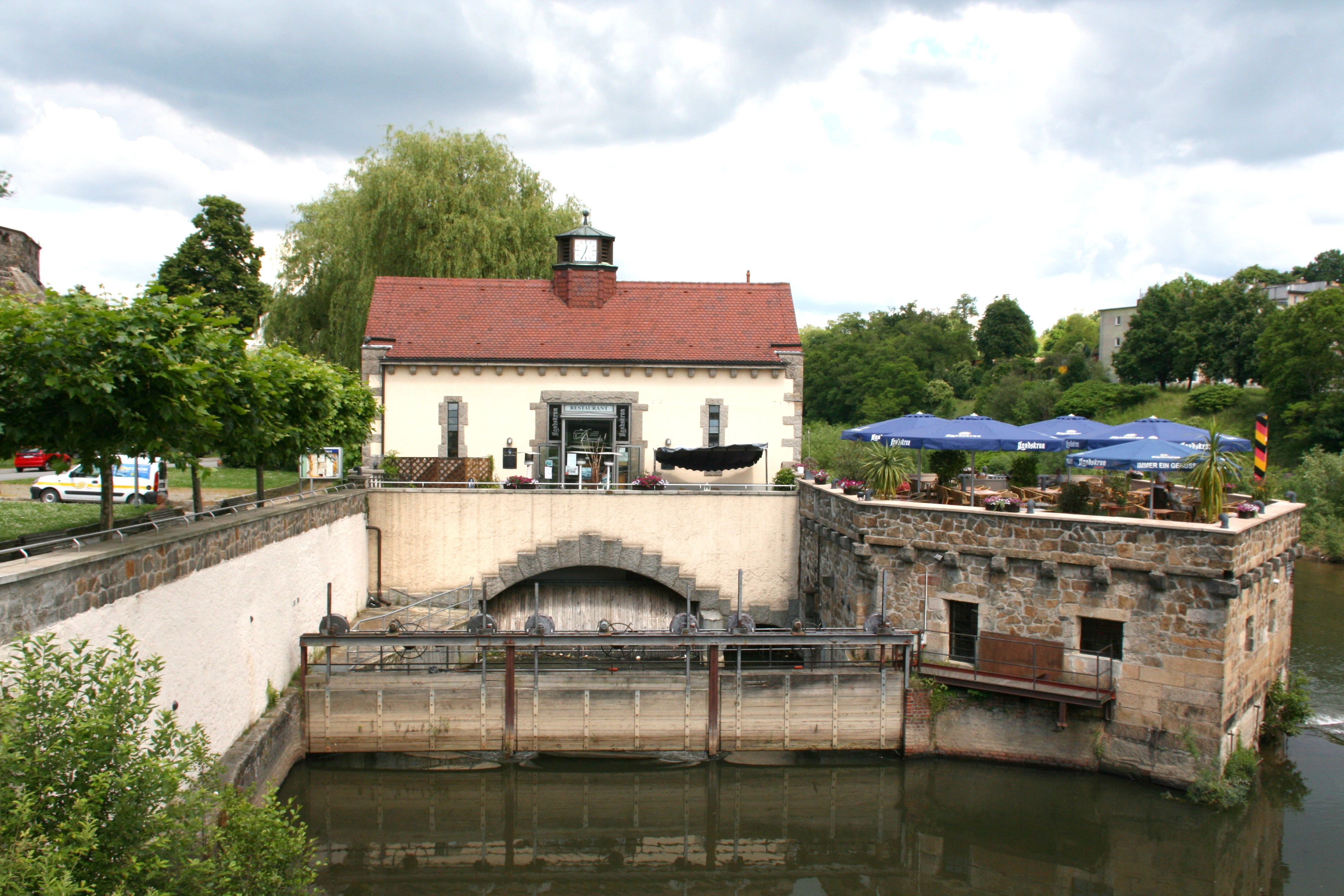
Das Turbinenhaus hinter dem Mühlgraben in dem damals die vier Wasserräder liefen.

In dem Turbinenhaus befindet sich heute eine Gaststätte, zu der auch die Terrasse auf dem massiven Bauwerk auf der Neißeinsel gehört. Eine Besonderheit ist der im Turbinenhaus eingelassene Glasboden, durch den man die Turbine beobachten kann.
Bei der Turbine handelt es sich um eine Kaplanturbine. Sie wird durch die Stadtwerke Görlitz bewirtschaftet und wurde durch diese am 1. Juni 1993 wieder in Betrieb genommen. Bei einer Gefällehöhe von 3,05 m, einem Durchfluss von 10,5 m3/s und einer Turbinendrehzahl von 180 1/min erzeugt die Turbine eine Leistung von 250 kW. Die durchschnittliche Jahresarbeit der Turbine beträgt 1000 MWh/a.